# 伊皮拉
伊皮拉（葡萄牙語：Ipirá）是巴西巴伊亚州的一个市镇。总面积3023.659平方公里，总人口62197人，人口密度20.6人/平方公里。